# Palifer verecundus
Palifer verecundus är en svampart som först beskrevs av Gordon Herriot Cunningham, och fick sitt nu gällande namn av Stalpers & P.K. Buchanan 1991. Palifer verecundus ingår i släktet Palifer och familjen Schizoporaceae.   Inga underarter finns listade i Catalogue of Life.